# Ouratea pendula
Ouratea pendula är en tvåhjärtbladig växtart som först beskrevs av Eduard Friedrich Poeppig, och fick sitt nu gällande namn av Adolf Engler. Ouratea pendula ingår i släktet Ouratea och familjen Ochnaceae. Inga underarter finns listade i Catalogue of Life.